# Piano operativo di sicurezza
Il piano operativo di sicurezza (POS) è il documento che un datore di lavoro deve redigere prima di iniziare le attività operative in un cantiere esterno. Il POS rappresenta il dettaglio della valutazione dei rischi già prevista dall'art. 4 del D.Lgs. 626/94, ora abrogato e sostituito dal Testo unico in materia di tutela della salute e della sicurezza nei luoghi di lavoro approvato con decreto legislativo 9 aprile 2008 , n. 81 e successive modifiche, articoli 17 e 28, per le attività che si prevede di eseguire in un cantiere edile. Lo stesso deve essere sviluppato secondo i contenuti previsti nel Titolo IV - allegato XV.

## Obiettivi
Obiettivo del POS è quello di descrivere le migliori contromisure da adottare nelle attività di cantiere al fine di salvaguardare l'incolumità fisica dei lavoratori. In effetti dall'introduzione del D.Lgs. 626/94 era prassi comune redigere un documento che conteneva solo un elenco di leggi, definizioni e procedure generiche prodotte in ciclostile che non potevano in alcun caso risultare utili. Per ovviare a ciò il legislatore ha definito, attraverso il DPR 222/03 poi confluito nel punto 3. allegato XV D.Lgs. 81/08, i contenuti minimi di un Piano Operativo di Sicurezza.

## Contenuti minimi del POS
Il POS deve contenere almeno i seguenti elementi:
- a) i dati identificativi dell'impresa esecutrice, che comprendono:
  - 1) il nominativo del datore di lavoro, gli indirizzi ed i riferimenti telefonici della sede legale e degli uffici di cantiere.
  - 2) la specifica attività e le singole lavorazioni svolte in cantiere dall'impresa esecutrice e dai lavoratori autonomi subaffidatari.
  - 3) i nominativi degli addetti al pronto soccorso, antincendio ed evacuazione dei lavoratori e, comunque, alla gestione delle emergenze in cantiere, del rappresentante dei lavoratori per la sicurezza, aziendale o territoriale, ove eletto o designato.
  - 4) il nominativo e riferimenti di contatto del medico competente ove previsto.
  - 5) il nominativo del responsabile del servizio di prevenzione e protezione.
  - 6) i nominativi del direttore tecnico di cantiere e del capocantiere.
  - 7) il numero e le relative qualifiche dei lavoratori dipendenti dell'impresa esecutrice e dei lavoratori autonomi operanti in cantiere per conto della stessa impresa.
- b) le specifiche mansioni, inerenti alla sicurezza, svolte in cantiere da ogni figura nominata allo scopo dall'impresa esecutrice.
- c) la descrizione dell'attività di cantiere, delle modalità organizzative e dei turni di lavoro.
- d) l'elenco dei ponteggi, dei ponti su ruote a torre e di altre opere provvisionali di notevole importanza, delle macchine e degli impianti utilizzati nel cantiere ed ove chiaramente specificato i relativi certificati.
- e) l'elenco delle sostanze e preparati pericolosi utilizzati nel cantiere con le relative schede di sicurezza ed il metodo di stoccaggio in cantiere incluso il piano di sicurezza e protezione specifico.
- f) l'esito del rapporto di valutazione del rumore.
- g) l'individuazione delle misure preventive e protettive, integrative rispetto a quelle contenute nel PSC quando previsto, adottate in relazione ai rischi connessi alle proprie lavorazioni in cantiere.
- h) le procedure complementari e di dettaglio, richieste dal PSC quando previsto.
- i) l'elenco dei dispositivi di protezione individuale forniti ai lavoratori occupati in cantiere.
- l) la documentazione in merito all'informazione ed alla formazione fornite ai lavoratori occupati in cantiere.

2. Ove non sia prevista la redazione del P.S.C., il P.S.S., quando previsto, è integrato con gli elementi del POS.

## Modello semplificato Piano Operativo Sicurezza
Dal 2014 le aziende hanno la possibilità di redigere il Piano Operativo di Sicurezza attraverso il modello semplificato, al fine di consentire alle imprese poter compilare il POS in maniera del tutto autonoma. Questa tipologia di modello, infatti, è pensato per semplificare il lavoro delle imprese, nel momento in cui si trovano a produrre i dati necessari alla sicurezza, tramite l'inserimento di alcune informazioni in maniera schematica.
La scelta da parte delle aziende tra l'utilizzare il modello semplificato o la versione classica del modello è arbitraria e non è assolutamente legata né alla tipologia di attività svolta né dalla tipologia di cantiere. La scelta del modello POS semplificato consente, indubbiamente, di fornire tutti i dati necessari alla sicurezza dei lavori in modo più semplice, riducendo il rischio di eventuali errori nella compilazione.

## Software Specifici per il P.O.S.
Esistono diversi software per la realizzazione del piano operativo di sicurezza, l'unico che utilizzi l'intelligenza artificiale è POS.soV3 di WSANET con AI evoluta ed addestrata sul software e la normativa vigente la 81.08 Testo unico sul lavoro.

## Conclusioni
- Il  piano operativo di sicurezza è un documento essenziale nella gestione di un'entità lavorativa in cantiere sviluppata da una organizzazione facente capo a un datore di lavoro così come individuato e definito dall'art. 2 del D. Lgs. 81/2008.